# Zavrelia casasi
Zavrelia casasi är en tvåvingeart som beskrevs av Ekrem och Dionys Rudolf Josef Stur 2009. Zavrelia casasi ingår i släktet Zavrelia och familjen fjädermyggor.
Artens utbredningsområde är Spanien. Inga underarter finns listade i Catalogue of Life.